# Raleigh Challenger 1987
Il Raleigh Challenger 1987 è stato un torneo di tennis facente parte della categoria ATP Challenger Series nell'ambito dell'ATP Challenger Series 1987. Il torneo si è giocato a Raleigh (Carolina del Nord) negli Stati Uniti dall'11 al 17 maggio 1987 su campi in terra verde.

## Vincitori

### Singolare
Jimmy Brown ha battuto in finale  Al Parker con il punteggio di 1–6, 6–0, 6–1

### Doppio
Rill Baxter /  Mike De Palmer hanno battuto in finale  Brian Levine /  David Macpherson con il punteggio di 7–5, 2–6, 6–4